# Jean Kambanda
Jean Kambanda (Butare, 19 de outubro de 1955) foi o primeiro ministro do governo interino de Ruanda desde o início do genocídio de 1994 em Ruanda. Ele é o único chefe de governo que se declarou culpado de genocídio, no primeiro grupo de tais condenações desde que a Convenção para a Prevenção e a Punição do Crime de Genocídio entrou em vigor, em 1951. 
Kambanda é formado em engenharia comercial e começou sua carreira como bancário da United Popular BPR, subindo como tecnocrata para se tornar o presidente do banco. Na época da crise de abril de 1994, ele era vice-presidente da seção Butare do Movimento Democrático Republicano (MDR) da oposição. 
Ele assumiu o cargo de primeiro-ministro em 9 de abril de 1994, após o assassinato do presidente Juvénal Habyarimana e do primeiro-ministro Agathe Uwilingiyimana. Foi prometido à MDR da oposição o primeiro cargo ministerial no governo de transição estabelecido pelos acordos de Arusha, mas Kambanda ultrapassou vários níveis na hierarquia do partido para assumir o cargo da escolha inicial, Faustin Twagiramungu . Ele permaneceu no cargo pelos cem dias do genocídio até 19 de julho de 1994. Depois de deixar o cargo, ele fugiu do país. 

## Responsabilidade criminal
Kambanda foi preso em Nairóbi em 18 de julho de 1997, após uma participação multinacional de sete semanas e transferido para o Tribunal Penal Internacional de Ruanda. O tribunal o acusou de distribuir armas pequenas e munições em Butare e Gitarama com o conhecimento de que elas seriam usadas para massacrar civis. Ele foi considerado culpado após se declarar culpado, um argumento que mais tarde rescindiu, mas cuja rescisão o Tribunal não aceitou. 
Em 4 de setembro de 1998, o ICTR condenou Jean Kambanda à prisão perpétua por: 
- Genocídio e Acordo para cometer genocídio
- Incitação ao genocídio
- Ajudando e incentivando o genocídio
- Falhando em seu dever de impedir o genocídio que ocorreu enquanto ele era primeiro-ministro
- Duas acusações de crimes contra a humanidade

Joy Mukanyange, embaixadora ruandesa na Tanzânia, foi a única autoridade ruandesa que participou da sentença. Ela achava justo que Kambanda recebesse uma sentença de prisão perpétua e seus crimes tivessem sido reconhecidos pela comunidade internacional. Ela observou que Ruanda "não estava procurando vingança".
Este veredicto foi confirmado pela Câmara de Apelação do ICTR em 19 de outubro de 2000, e Kambanda está atualmente preso na prisão de Koulikoro, no Mali.

### Culpar o exército
Embora Kambanda tenha se declarado culpado após receber aconselhamento jurídico, seu advogado argumentou que o primeiro ministro era um "fantoche" dos militares, que o arrastaram de seu banco, depois de matar o primeiro ministro anterior, para legitimar o controle de seu país. Ele pediu ao ICTR uma sentença de dois anos porque agiu "sob coação com responsabilidade limitada". 
O tribunal concluiu que essa defesa contra uma acusação de genocídio era irrelevante. 
Em 2006, ele testemunhou a defesa do coronel Theoneste Bagosora no julgamento "Militar 1" de líderes militares seniores. Esse testemunho foi o primeiro e único testemunho público do ex-primeiro-ministro sobre os eventos de 1994 em Ruanda e nos quais ele disse que nunca havia preparado um plano para cometer genocídio. As decisões do ICTR sobre Kambanda foram sujeitas a críticas. 

### Responsável, mas não culpado
"Kambanda observou que, embora se sentisse politicamente responsável pelo que aconteceu, ele não se sentia culpado na época e não se sente culpado agora."

## Legado legal
Como chefe de governo condenado por um tribunal internacional, Kambanda é uma figura importante, com o veredicto contra ele formando um precedente contra o princípio legal da imunidade do Estado (que foi usado para rejeitar uma ordem de extradição de Augusto Pinochet, por exemplo).